# Vicente García Julbe
Vicente García Julbe (Vinaroz, Castellón, 15 de agosto de 1903 - Vinaroz, 25 de agosto de 1997) fue maestro de capilla, compositor, director de coro y musicólogo español. Sintetizó las directrices del papa san Pío X sobre la música litúrgica recogidas por el movimiento cecilianista con las corrientes más innovadoras y contemporáneas del siglo XX en España.

## Biografía
Empieza sus estudios de solfeo y violín en la Academia de Música del Círculo Católico de su ciudad natal con el Reverendo Antolí. A los once años, ingresa en el Seminario de Tortosa, donde José María Peris Polo tutelará su formación religiosa musical que completará más tarde con Cumelles Ribó y Vicente Ripollés.
En 1928 gana la oposición de un Beneficio de Maestro de Capilla en la Catedral de Lugo. Allí, junto con su labor docente en el Seminario Mayor funda y dirige la Schola Cantorum del Seminario.
En 1942 toma posesión de un beneficio en la Catedral de Lérida y en 1944, pasa a ocupar la plaza de director de la Capilla del Colegio del Corpus Christi del Patriarca, en Valencia. Este nuevo destino, le permite la investigación de los fondos musicales del siglo XVI, existentes en esta Capilla, transcribiendo las Danzas del Corpus, de Juan Bautista Comes, publicadas por el Instituto Valenciano de Musicología, en 1952, y las Villanescas de Francisco de Guerrero, publicadas en dos volúmenes por el Instituto Español de Musicología en los años 1955 y 1957.
En 1949, es nombrado por Bula Pontificia del papa Pío XII, Canónigo Prefecto de Música Sagrada de la Catedral de Tortosa. Allí, impartirá docencia en una de las Cátedras de Teología Dogmática e impartirá clases de Música, Piano y Canto Gregoriano en el Seminario.
En 1960, con motivo de la llegada de la Reliquia de San Sebastián a Vinaroz, estrena la Misa Jubilaris, a seis voces y órgano, interpretada por la Coral del Seminario de Tortosa. Es una época prolífica en composiciones. En 1961, compone el Salmo 49: Cantata (Audi Populi Meus), y al año siguiente el Te Deum, para 6 voces mixtas y órgano, y el motete Oremus pro Antistite nostro Emmanus.
El 30 de abril de 1970, la ciudad de Tortosa le concede la distinción "Dert Ilerca" al mérito Pro Arte. El 15 de diciembre de 1972, es nombrado Dignidad de Maestrescuela de la Santa Iglesia Catedral Basílica de Tortosa. Los siguientes años los dedica a las transcripciones de la polifonía Jacobea del siglo XVII de la Catedral de Santiago de Compostela.
El 10 de marzo y el 5 de mayo de 1984, recibe sendos homenajes en Vinaroz y Tortosa, en los que participa la Coral Vicente Ripollés de Castellón, y la que tomaría su nombre, la Coral García Julbe, de Vinaroz. En 1987, es homenajeado también en Villarreal, donde dirigió cada año desde 1944 la “Misa del Roser” de Luis Romeu en la fiesta principal de la Asociación de Hijas de María del Rosario. En 1988 el Ayuntamiento de Vinaroz, le dedica una calle.
En 25 de agosto de 1997, fallece en Vinaroz. Los funerales se celebran el 27 en la Arciprestal de su localidad natal.
Vicente García llevó a la práctica las directrices musicales que enunció Felipe Pedrell en Por nuestra música (1891) y que le fueron transmitidas por Vicente Ripollés. A través de sus composiciones encontramos un eje que, a lo largo del siglo XX, sintetiza la tradición cecilianista con las corrientes más innovadoras de la música contemporánea.
La catalogación de sus obras compuestas en cada una de las catedrales donde estuvo como maestro de capilla, explícita el paralelismo entre las obras y las directrices de Roma y de los obispados por donde pasó. El análisis de las obras más representativas de cada periodo evidencia una evolución en el estilo, ligada a la misma formación de las respectivas schola cantorum de cada seminario. Su labor musicológica y de investigación, la preocupación por las transcripciones, la recuperación de la polifonía de los siglos XVI y XVII y la interpretación de esta música han sido un eje vertebrador en su vida musical como formador y director de las schola cantorum.
La composición de música coral religiosa para el concierto es un nuevo campo que Vicente García explora con un lenguaje en ocasiones original, en ocasiones tradicional. Las manifestaciones corales en Tarragona y en Castellón son herencia de la escuela que creó en el Seminario de Tortosa en torno a la música litúrgica.

## Obras

### Religiosas
- Alleluyas: Cantus paschalis, 4v., s.d.; Alleluya Psallite, 4v.i.; ca. 1933; Alleluya Solemnitas, 4v.i., 1946; Alleluia tota pulchra, 4 v.i.y org., s.d..

- Ofertorios: Dextera Domini, 4 v.i., 1946; Ofertorio, 4v.; Ofertorio de la Misa de un Martir, 4v. y org., 1959; Sacerdotes Domini, 4v.i., 1946; Ofertorio para la Virgen del Rosario, 3 v.i. y org., 1946; Justus ut palma, 4 v.i., 1950.

- Misas: Misa en Sib, 3 v.i. y org., ca. 1936; Misa Fons Bonitatis, 3 v.i. y org., ca. 1933; Misa In laudibus, 4 v.i. Bajo y org., 1950; Misa jubilaris, 6v. y org.,1959.

- Salmos: Betaus Vir, 4 v.i., s.d.; Salmo 150, 4 v.i. y org., 1950; Laudate, 4 v.i., Fl.Ob.Clar.Tp.Vl1.Vl2.Va.Vcl.Cb.y Org., 1928; Miserere en fa, 4 v.i., ca. 1930; Miserere en FA, s.d., 4 v.i., s.d.; Miserere en FA, 4 v.i., 1943; Salmo 49, 4 v. y org., 1961; Salmo 46, 4 v.y org., 1961; Salmo 99, 3 v.i. y Org., 1960; Salmo 18, 3 v.i. y org., 1960.

- Vísperas: Magnificat en mi, 4 v.i., s.d.; Magnificat en MIb, 4 v.i. y org., 1950.

- Himnos: Vexilla regis, 3 v.i., s.d.; Crux fidelis, 3 v.i., s.d.; Genitori, 4 v., ca. 1939; Gloria laus, 4 v.i., s.d.; Pange lingua, 4 v.i., s.d.; Te Deum Laudamus, 4 v.i., 1951; Te Deum, 4 v.i. y org., 1962; Himno a San Luis Gonzague, Coro [homofónico] y org., s.d.

- Responsos: Caenantibus Illis, 4 v.i. i Barítono, s.d.; Plange, 4 v.i., s.d.; Tríptico responsorial, 6 v., 1984.

- Motetes: ¡María Salve!, 4 v.i., s.d.; Bone pastor, 4 v.i., s.d.; Ego sum panis, 3 v.i., Tenor, Vl.I, Vl.II, Clar., Cb., Org., 1932; O salutaris, 4 v.i., s.d.; Sacerdos et pontifex, 4 v.i., 1946; Tota pulcra, 6 v.i., 1954; A creer debemos, 4 v.i., 1954; Misterios gloriosos, 3 v.i. y org., s.d.; Jesús amante, 3 v.i., Fl., Clar., Vl.I, Vl.II, Cb., Org., 1929; Toda hermosura, 3 v.i. y org., s.d.

- Otras obras religiosas: Lamentationes, 4 v.i., s.d.; Benedictus, 4 v.i., ca. 1930; Nona, 4 v.i. y org., s.d.; Tu es sacerdos, 4 v.i., Hrm. y Pn., s.d.; In dedicatione ecclesiae, 4 v.i., org. y pn., 1955; Oremus, 6 v.i., 1962; Tantum ergo en MIb, 4 v., s.d.; Tantum ergo en fa, 3 v.i. y Vl.I, Vl.II, Clar., Cb., s.d.; Tantum ergo en FA, 2 v.i., s.d.; Tu es Petrus en Mib, 4 v.i., 1942; Tu es Petrus en LA, 4 v.i., tenor, bajo, Hrm.y Pn., 1956; 3 Ave Marías, 3 y 4 v.i. y org., s.d.; A la virgen de los dolores, 3 v.i. y org., 1936; Oración, sop. y org., s.d.; Coronilla sacerdotal, solista, coro y org., s.d.; Cant d’entrada, “poble”, 4 v.i., y org., 1988; Descanse en pau; 8 v., 1993; Doneunos la pau, 8 v., 1993; Goigos a la verge de lledó, 4 v., s.d.;

### Profanas
Profanas: Cançó de Gener, 4 v., ca. 1983; Carmeleta, 4 v., 1983; Nadala, 4 v.y narrador, ca. 1989; El pont romà, 4 v., ca. 1985; La vall meua, 4 v., ca. 1985,

### Armonizaciones
Armonizaciones: A la chúmbala, 3 v.i., 1994; A la serra de l’ermita, 4 v., S.C.T.B.; Les camaraes, 4 v., 1988; El desembre congelat, 4 v., 1952; En esta replaceta, 4 v., 1994; Nadal, voz y pn., 1953; No me l’encendràs, 4 v.i., s.d.; Cançó vinarosenca de bres, 3 v.i., s.d.; Cançó de batre, 4 v.i. y barítono, ca. 195?; L’infant nat, 4 v.i., 1943; Ay la la, 3 v.i. y solo, 1951; Canto del pandeiro, 4 v., s.d.; Fala de ban baixo, 4 v.i. y solo, 1952; Molinera; 4 v., ca. 1951; Don bueso, 4 v., ca. 1954; De los álamos, 4 v., s.d.; El calangrejo, 3 v.i.; Ah de la centinela, 8 v., bajo y pn., s.d.; Jotilla de Vinaròs, 4v., ca. 1992; Morito pititón, 4 v.i., s.d.; Bolero de Vinaròs, 4 v., 1988; Tres hojitas madre, 3 v.i., s.d..

### Perdidas
Perdidas: Christus vincit, 4 v., ca. 1943; Primera lamentación, 4 v., ca. 1930; Himno aSan Tarsicio, ca. 1930; O sacramentum, 5 v., ca. 1939; Estrella hermosa, 3 v., ca. 1943; Misa Paschalis, ?, ca. 1943; Caesarea Philippi, 4 v.i. y org., ca. 1958; Te Deum, ?, 1946.

### Obra musicológica
Maestros Españoles del Siglo de Oro de la Polifonía Vocal Colección de las principales obras de nuestros Polifonistas clásicos, transcritas a notación moderna por Vicente García Julbe, Maestro de Capilla del Real Colegio de Corpus Christi (Patriarca), de Valencia. (1 vol.) Motetes para los distintos tiempos litúrgicos y festividades del Señor. Apéndice de Villanescas eucarísticas de maestro Francisco Guerrero. Ediciones Corpus Christi. Valencia, Nave- 1
Juan Bautista Comes. Danzas del Santísimo Corpus Christi. Transcripción realizada por D. Vicente García Julbe. Biografía de Comes, notas históricas y estudios críticos de los textos literario y musical por Manuel Palau. Instituto Valenciano de Musicología. Institución Alfonso el Magnánimo. Diputación Provincial de Valencia, 1952.
Francisco Guerrero (1528-1599). Opera Omnia. Vol. I. Canciones y Villanescas espirituales (Venecia, 1589). Primera parte, a 5 voces. Transcripción por Vicente García, Canónigo Prefecto de Música de la Diócesis de Tortosa. Introducción y estudio por Miguel Querol Gavaldá. CSIC, Instituto Español de Musicología. Barcelona , 1955
Francisco Guerrero (1528-1599). Opera Omnia. Vol. II. Canciones y Villanescas espirituales (Venecia, 1589). Segunda parte, a 4 y a 3 voces. Transcripción por Vicente García, Canónigo Prefecto de Música de la Diócesis de Tortosa. Introducción y estudio por Miguel Querol Gavaldá. CSIC, Instituto Español de Musicología. Barcelona , 1957
J.M. Diaz Fernández y C. Villanueva: La Polifonia Jacobea. Los villancicos al Apóstol de José de Vaquedano. Transcripción de Vicente García Julbe. 2 vols. Santiago de Compostela, Junta de Galicia, 2002.
Las transcripciones de música barroca dedicadas a la Virgen de la Cinta y de Joseph Escorihuela. Archivo de la Catedral de Tortosa (inédito)